# Odontoscion xanthops
Odontoscion xanthops es una especie de pez de la familia Sciaenidae en el orden de los Perciformes.

## Morfología
• Los machos pueden llegar alcanzar los 30 cm de longitud total.

## Alimentación
Come principalmente crustáceos y peces pelágicos.

## Hábitat
Es un pez de clima tropical

## Distribución geográfica
Se encuentra en el Océano Pacífico oriental: desde el Golfo de California hasta el Perú.